# Lasse (Maine-et-Loire)
Lasse település Franciaországban, Maine-et-Loire megyében. Lakosainak száma 267 fő (2018. január 1.). Lasse Auverse, Baugé-en-Anjou, Chavaignes, Genneteil, Le Guédeniau, Baugé-en-Anjou és Clefs-Val d’Anjou községekkel határos.

## Népesség
A település népességének változása:
| Lakosok száma | 371  | 328  | 257  | 226  | 247  | 292  | 289  | 280  | 272  | 267  |
|               | 1968 | 1975 | 1982 | 1990 | 1999 | 2011 | 2013 | 2015 | 2017 | 2018 |